# Show Me How to Live (canción)
«Show me how to live» —en español: «Muéstrame como vivir»— es el tercer sencillo de Audioslave, de su álbum debut, Audioslave.

## Video musical
El video musical de la canción fue rodado en Los Ángeles, California, y producido por Allan Wachs bajo la dirección de A/V Club. Éste fue prohibido del aire en MTV y VH1 en los Estados Unidos por la razón de mantener supuestas malas influencias sobre el público -el vídeo es protagonizado por los integrantes de la banda, que se ven involucrados en varias persecuciones con la policía debido a
un supuesto vuelco de un coche. El auto en el video, conducido por el cantante, Chris Cornell es una réplica del Dodge Challenger 1970 color blanco, de la película Vanishing Point (el video se basa en dicha película). El presentador radial está interpretado por Cleavon Little.

## Lista de canciones
| Sencillo en CD |                                                                 |          |  |
| N.º            | Título                                                          | Duración |  |
| 1.             | «Show Me How to Live» (Original Edit)                           | 4:37     |  |
| 2.             | «Super Stupid (cover de Funkadelic)» (Live BBC Radio 1 Session) | 3:23     |  |
| 3.             | «Like a Stone» (Live BBC Radio 1 Session)                       | 5:00     |  |
| 4.             | «Gasoline» (Live BBC Radio 1 Session)                           | 4:42     |  |

## Posicionamiento en listas
| País           | Lista (2003)           | Mejor posición |
| -------------- | ---------------------- | -------------- |
| Estados Unidos | Billboard Hot 100      | 67             |
| Estados Unidos | Modern Rock Tracks     | 4              |
| Estados Unidos | Mainstream Rock Tracks | 2              |